# I Wrote a Song
Chansons représentant le Royaume-Uni au Concours Eurovision de la chanson
Space Man
(2022) Dizzy
(2024)
Clip vidéo
[vidéo] « I Wrote a Song », sur YouTube
I Wrote a Song (« J'ai écrit une chanson » en anglais) est une chanson de Mae Muller qui a été sélectionnée en interne par la BBC pour représenter le Royaume-Uni au Concours Eurovision de la chanson 2023. Elle sort le 9 mars 2023.

## Sortie
I Wrote a Song est présentée au public le 9 mars 2023 lors de la matinale de BBC Radio 2, où son interprète Mae Muller est annoncée comme la représentante britannique au Concours.

Mae apparaît ensuite dans une émission spéciale sur BBC One, où elle est interviewée par Scott Mills, avant de procéder à la première diffusion télévisée du clip de la chanson.

## À l'Eurovision
I Wrote a Song participe à la finale du samedi 13 mai, où elle sera la vingt-sixième et dernière à être présentée.